# Al-Futowa
Der al-Futowa SC (arabisch نادي الفتوة, DMG Nādī al-Futuwwa) ist ein syrischer Sportverein aus Deir ez-Zor. Die Herren-Fußballmannschaft spielt aktuell in der höchsten Liga des Landes, der Syrische Profiliga. Seine Heimspiele trägt der Verein im Al Baladi Stadion aus. Gegründet wurde der 2-malige Fußballmeister 1950. Neben den beiden Meisterschaften konnte der Verein auch noch vier Mal in Folge den syrischen Pokal gewinnen. 2008 beendet die Mannschaft die Saison auf Platz 6 der Liga.
Vor einem Spiel der Mannschaft in Qamischli am 12. März 2004 kam es zu Auseinandersetzungen der Fans beider Mannschaften, die der Auslöser für die Unruhen in Qamischli 2004 waren.

## Vereinserfolge

### National
- Syrischer Meister: 1990, 1991, 2022/23, 2023/24[1]
- Syrischer Vizemeister: 1974/75

- Syrischer Pokalsieger: 1988, 1989, 1990, 1991, 2024
- Syrischer Pokalfinalist: 1985